# 陈志斌
陈志斌（1962年10月21日—），中国前男子乒乓球运动员和教练。他曾获得1989年全国乒乓球锦标赛冠军和1990年亚洲运动会乒乓球比赛男子双打金牌。